# Óscar Pelegrí
Óscar Pelegrí Ferrandis (Castellón de la Plana, 30 maggio 1994) è un ex ciclista su strada ed ex pistard spagnolo.

## Palmarès

### Strada
- 2015 (una vittoria)

2ª tappa Vuelta a Segovia (Segovia > Segovia)
- 2016 (Seguros Bilbao, tre vittorie)

2ª tappa Volta a Castelló (Benicasim > Benicasim)
Campionati spagnoli, Prova in linea Under-23
1ª tappa Vuelta Ciclista a León (Gradefes > Quintana de Rueda)
- 2017 (Caja Rural-Seguros RGA Amateur, due vittorie)

Trofeo Ayuntamiento de Zamora
1ª tappa Vuelta a Navarra (Lizartza > Lizartza)
- 2018 (Rádio Popular-Boavista, due vittorie)

Classifica generale Grande Prémio Abimota
3ª tappa Grande Prémio de Portugal N2 (Pedrógão Grande > Montargil)
- 2019 (Elkov-Kasper, una vittoria)

2ª tappa Grande Prémio Abimota (Ourém > Mortágua)
- 2021 (Rádio Popular-Boavista, una vittoria)

3ª tappa Tour de Bretagne (Rosporden > Brandivy)

#### Altri successi
- 2017 (Caja Rural-Seguros RGA Amateur)

1ª tappa Vuelta a Zamora (Villalobos > Villalpando, cronosquadre)
- 2023 (Burgos-BH)

1ª tappa GP Beiras e Serra da Estrela (Seia > Gouveia, cronosquadre)
- 2024 (Burgos-BH)

Classifica combattività Tour of Oman

### Pista
- 2018

Campionati spagnoli, Americana (con Sebastián Mora)

## Piazzamenti

### Competizioni europee
- Campionati europei su pista

Apeldoorn 2019 - Corsa a eliminazione: 6º
Apeldoorn 2019 - Corsa a punti: 13º
Plovdiv 2020 - Corsa a eliminazione: 14º
Plovdiv 2020 - Inseguimento a squadre: 6º
- Giochi europei

Minsk 2019 - Scratch: 13º
Minsk 2019 - Corsa a punti: 4º